# Pidula
Pidula (Duits: Piddul) is een plaats in de Estlandse gemeente Saaremaa, provincie Saaremaa. De plaats heeft de status van dorp (Estisch: küla) en telt 19 inwoners (2021).
Tot in oktober 2017 lag de plaats in de gemeente Kihelkonna. In die maand ging Kihelkonna op in de fusiegemeente Saaremaa.

## Geschiedenis
In het park van het landhuis in Pidula liggen de resten van een muur die in de eerste helft van het 1e millennium een Estisch fort heeft omgeven. Het terrein binnen de muur beslaat 95 x 60 meter.
Pidula ontstond vermoedelijk op een plaats waar in 1240 een leprozerie werd gesticht. Dat is een van de twee mogelijke verklaringen voor de plaatsnaam: het Estische woord pidalitõbi betekent ‘lepra’. (De andere verklaring is dat Pidula zou zijn afgeleid van pidu, ‘feest’, dus dat Pidula een plek was waar de oude Esten feesten organiseerden.) In 1438 werd de leprozerie verplaatst naar Jaani.
Pidula werd voor het eerst genoemd in 1592 onder de naam Pittola. Het dorp ontstond ongeveer tegelijk met het landgoed Pidula, dat gesticht werd in de late 16e eeuw. De stichter was Joachim Sträcke. In de 17e eeuw kwam het landgoed in handen van de familie von Stackelberg en in 1772 van de familie von Toll. De laatste eigenaar voor het landgoed in 1919 door het onafhankelijk geworden Estland werd onteigend, was Bernhard von Toll.
Het landhuis van het landgoed is bewaard gebleven. Het is kort na de Grote Noordse Oorlog (1700-1721) gebouwd, maar delen van het gebouw dateren uit de 19e eeuw. Tussen 1918 en 1970 was de plaatselijke basisschool in het gebouw gevestigd. Het kwam later in particuliere handen en is in een langzaam tempo gerestaureerd. Ook enkele bijgebouwen zijn bewaard gebleven, waaronder een watermolen, die is gebouwd in 1809. Om het landhuis ligt een park.
Sinds 2012 is het landhuis in gebruik als hotel.
De buurdorpen Kallaste, Kõõru en Kuusiku maakten tussen 1977 en 1997 deel uit van Pidula.

## Foto's

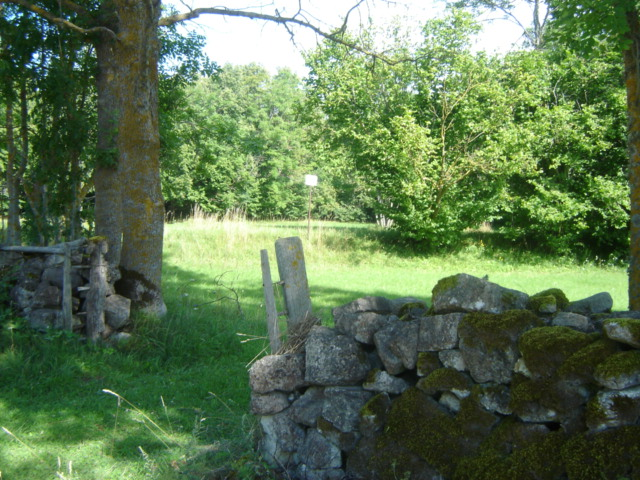
Resten van de burcht
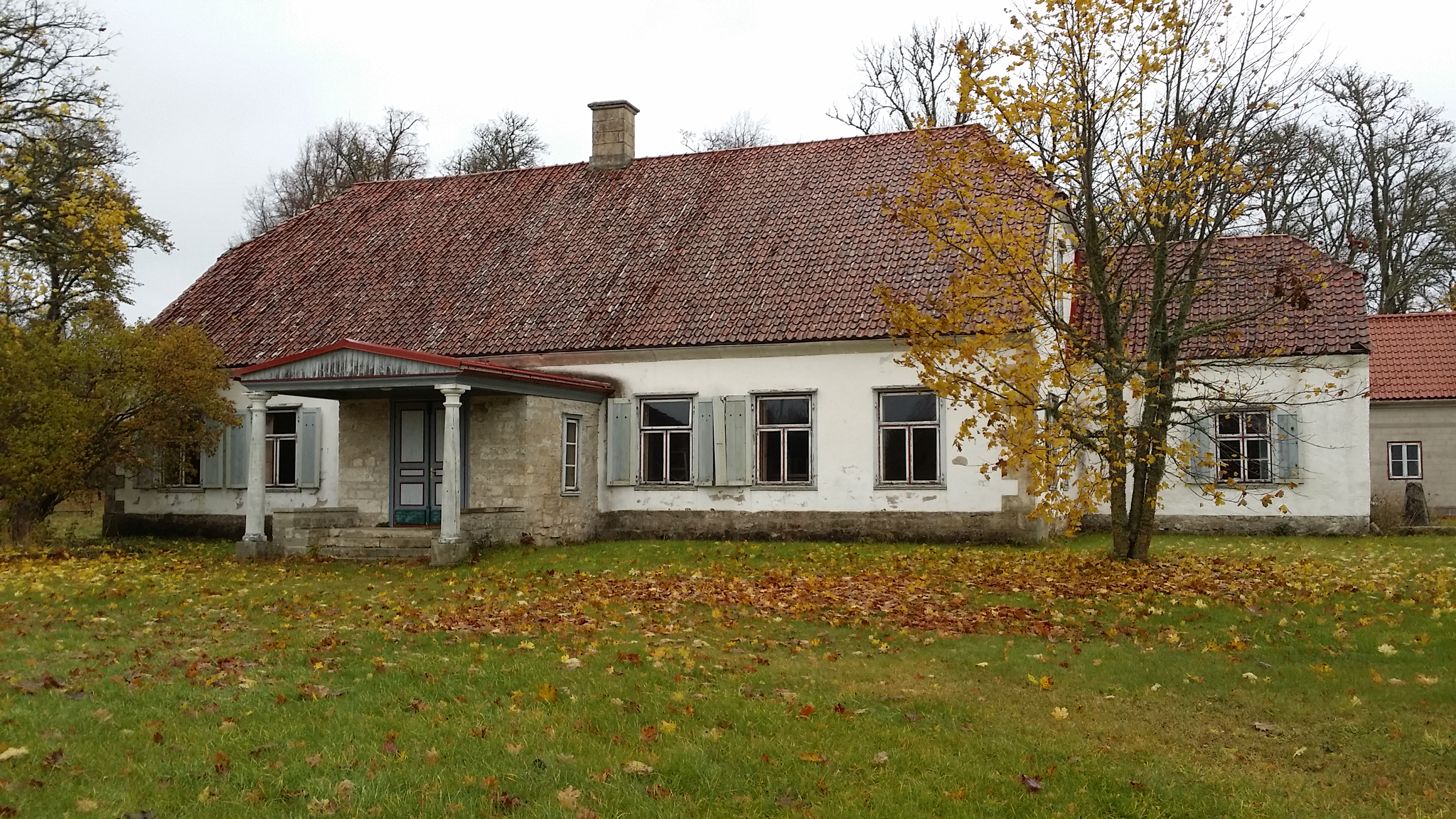
Het landhuis van Pidula
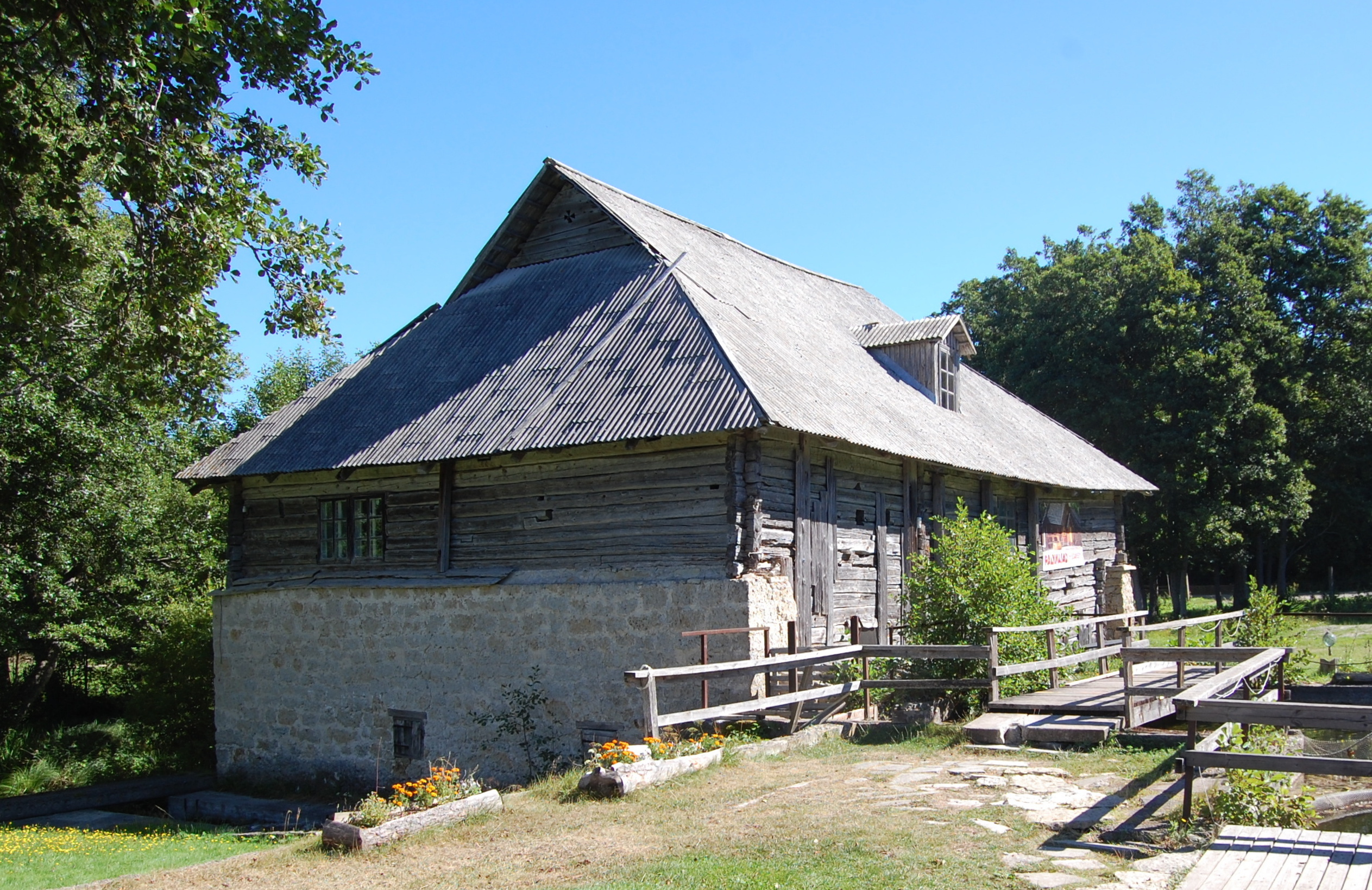
Watermolen